# Bandiera della Virginia Occidentale
La bandiera della Virginia Occidentale è composta dallo stemma dello stato su sfondo bianco, bordato di blu.
È stata adottata il 7 marzo 1929.